# Acarigua
Acarigua város Északnyugat-Venezuelában, Portuguesa szövetségi állam északi részén. Népessége 1990-ben 116 500 fő volt.
A város elődjét 1620-ban alapította Francisco de la Hoz Berrío kormányzó. A mára a szomszédos Araure városával egybeépült Acarigua a 20. század elejéig az állam székhelye volt, napjainkban a Llanos síkság északi részének kereskedelmi és gazdasági központja.
Repülőtere a város központjától mindössze 4 km-re nyugatra található.

## Népesség
| 2011 | 195 637 |

## A város szülöttei
- Luís Herrera Campíns, Venezuela egykori elnöke

## Galéria

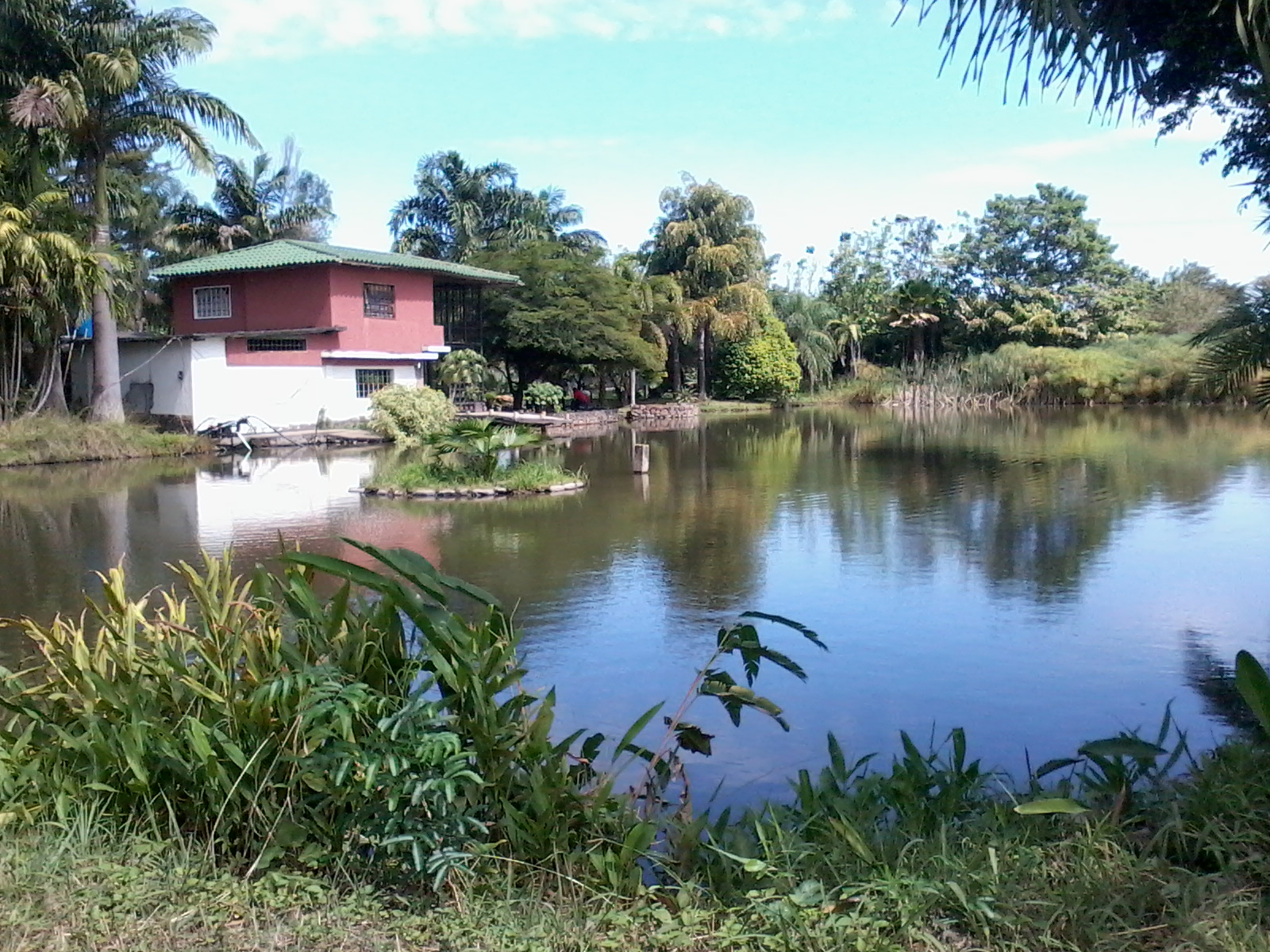
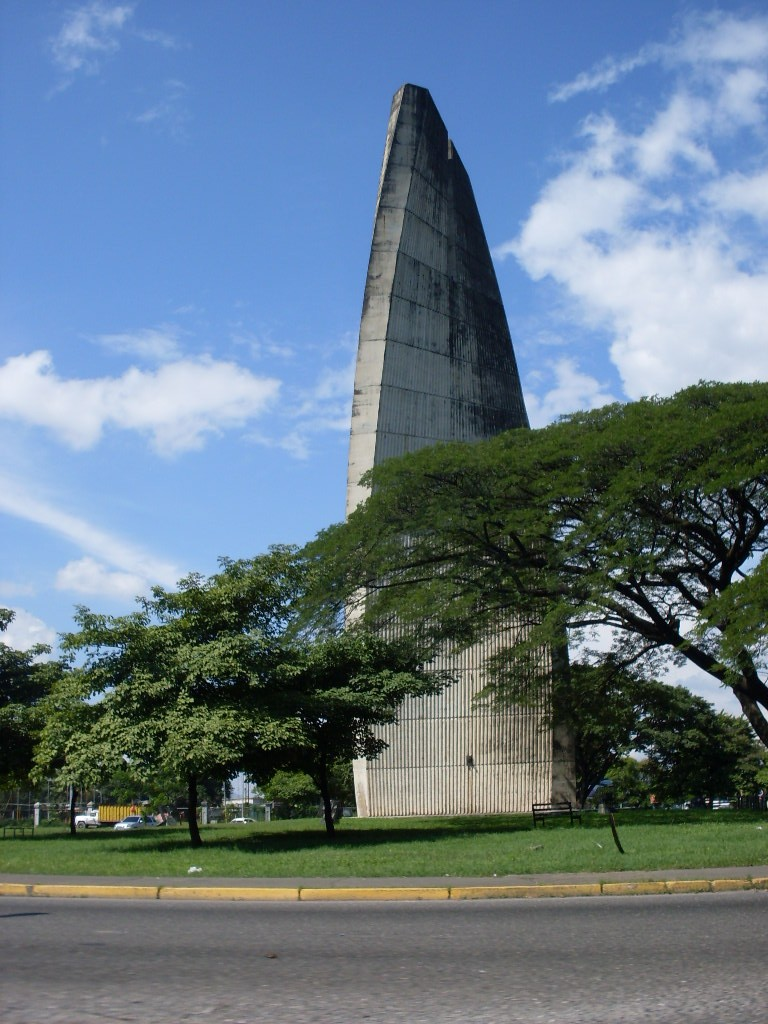
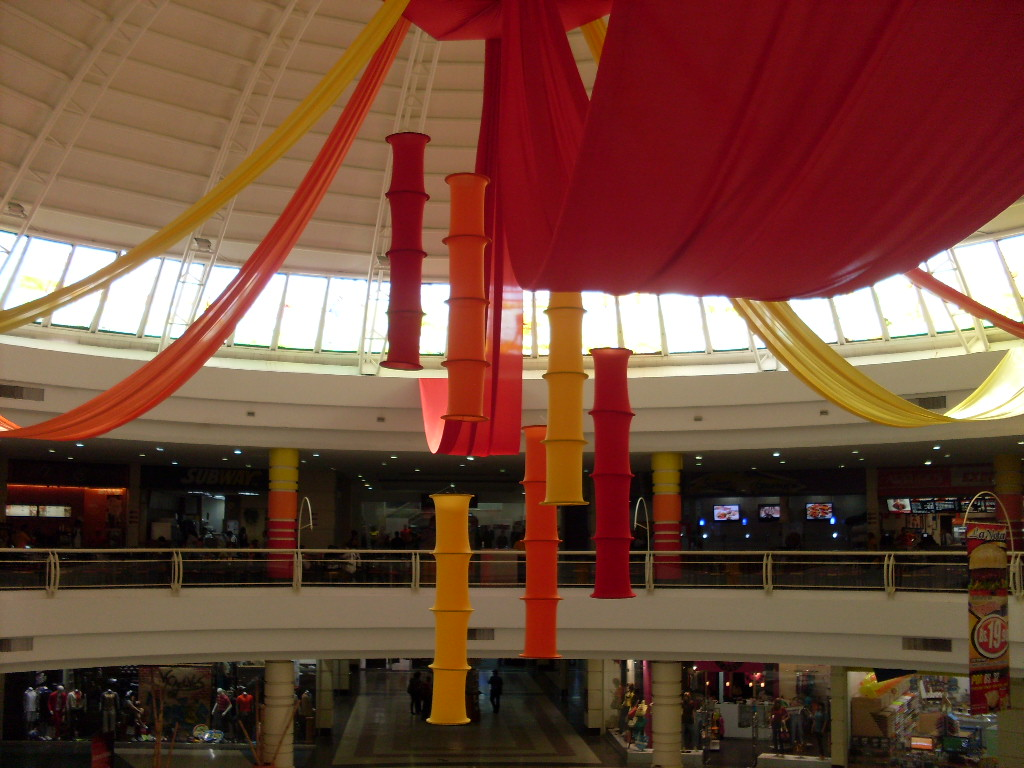